# Liolaemus alticolor
Espèce
Liolaemus alticolor est une espèce de sauriens de la famille des Liolaemidae.

## Répartition
Cette espèce se rencontre :
- au Chili ;
- en Bolivie dans les départements de Cochabamba, de La Paz, d'Oruro et de Potosí ;
- au Pérou ;
- dans le nord de l'Argentine dans les provinces de Jujuy, de Salta et de Tucumán.

## Description
C'est un saurien ovipare.

## Publication originale
- Barbour , 1909 : Some new South American cold–blooded vertebrates. Proceedings of the New England Zoological Club, vol. 4, p. 47–52 (texte intégral).